# Energieführungskette

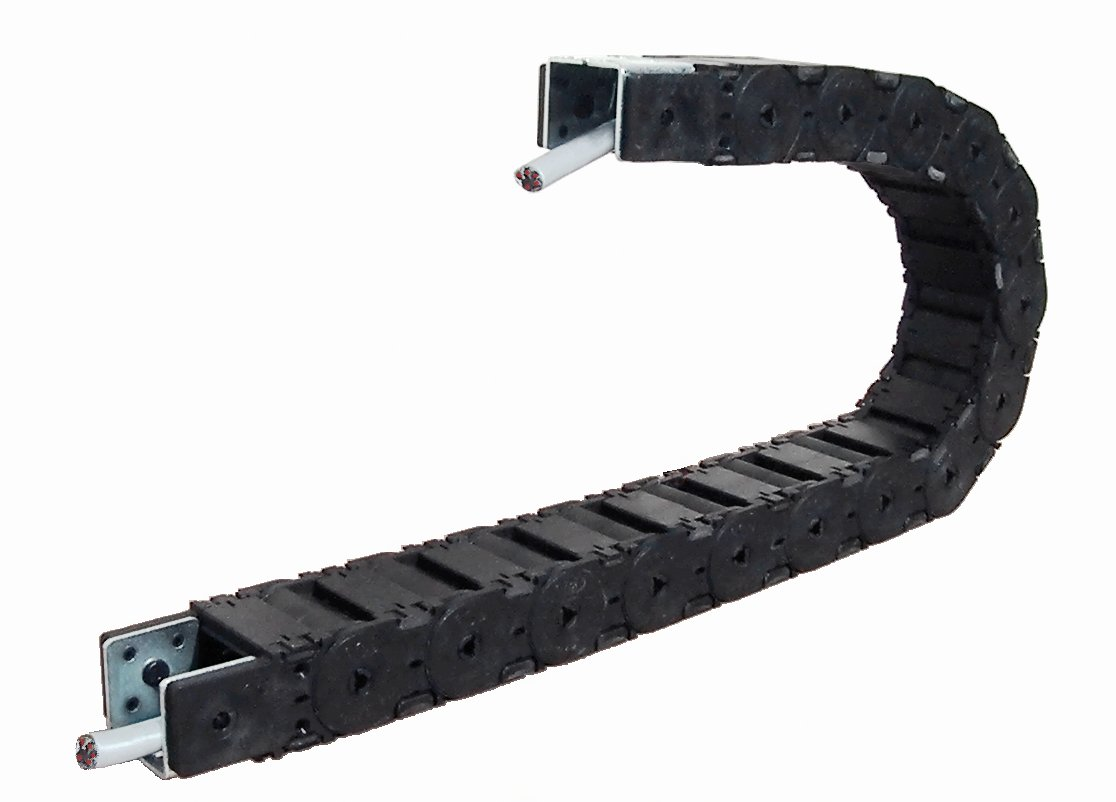
Geschlossene Ausführung aus Kunststoff

Die Energieführungskette (auch Energiekette, E-Kette oder Schleppkette) ist ein Bauteil im Maschinenbau, das flexible Kabel, pneumatische oder hydraulische Leitungen führt und schützt. Solche Kabel sind an einem Maschinenteil angeschlossen, welches dauernd hin und her bewegt wird. Ohne eine solche Führung, die die Einhaltung des kleinsten zulässigen Biegeradius der Kabel garantiert, würden die Kabel unter der Dauerbelastung rasch zerstört. Standardisierte Einzelelemente ermöglichen nach dem Baukastenprinzip den Aufbau einer solchen Kette.

## Geschichte
Die Energieführungskette wurde 1953 von Gilbert Waninger, Entwicklungsleiter der Waldrich Siegen GmbH erfunden. Daraufhin wurde ein Jahr später das Unternehmen Kabelschlepp gegründet, die Energieführungsketten aus Stahl für große Fräsmaschinen herstellte. Seit 1969 werden Energieführungsketten auch aus Vollkunststoff gefertigt.

## Aufbau

Animation der Funktionsweise

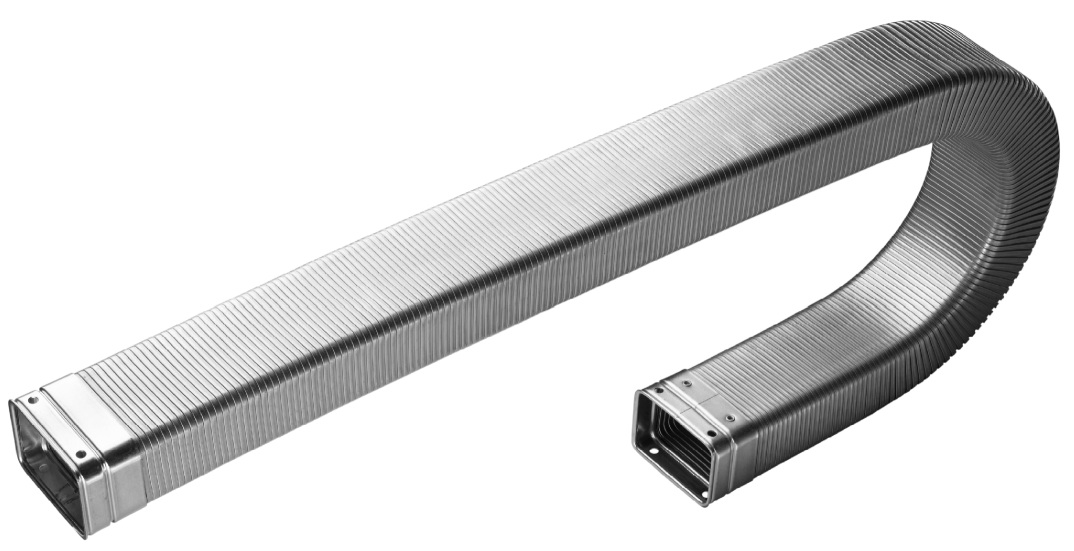
Geschlossene Ausführung aus Metall

Es gibt viele verschiedene Ausführungen. Die meisten Energieführungsketten haben einen rechteckigen Querschnitt, in dessen Inneren die Kabel liegen. Ein Anfangs- und ein Endstück sind durch viele gleiche Kettenglieder verbunden. Oft lässt sich jedes Kettenglied außen öffnen, damit Kabel auch mit bereits montierten Steckern einfach hineingelegt werden können. Längs verlaufende Stege in der Kette trennen die Kabel voneinander. Am Anfang und Ende werden die Kabel mit einer Zugentlastung geklemmt.
Schleppkettenfähige Kabel, im Handel auch als „Schleppkettenkabel“ angegeben, sind speziell auf häufige Bewegung abgestimmt. Sie haben im Gegensatz zu normalen Kabeln einige besondere Eigenschaften: Bewegungsrobust, hochflexibel und torsionsfrei (oder zumindest torsionsarm), die zwischen 1 und 3 Millionen Zyklen zulassen. Würden normale Kabel eingesetzt, so wären maximal 50.000 Zyklen möglich.
Meist werden Energieführungsketten aus Kunststoff (Polypropylen, Polyamid) gefertigt, da es nicht rostet und günstiger als Metall ist. Für Spezialanwendungen wird auch Stahl, Edelstahl oder Kunststoff mit Aluminium-Stegen verwendet. Für schwere Hydraulikleitungen oder große Ketten gibt es auch Ausführungen aus Metall oder Stahl. Folgende Varianten sind möglich:
- offen
- geschlossen, schützt vor Schmutz, Metallspänen, Schweißperlen
- geräuscharm / leise
- reinraumtauglich, mit wenig Abrieb für Reinräume
- gliederlos/gelenklos als Band, an dem die Kabel befestigt sind.
- 3D, für Industrieroboter mit mehreren Freiheitsgraden

## Einsatzbeispiele

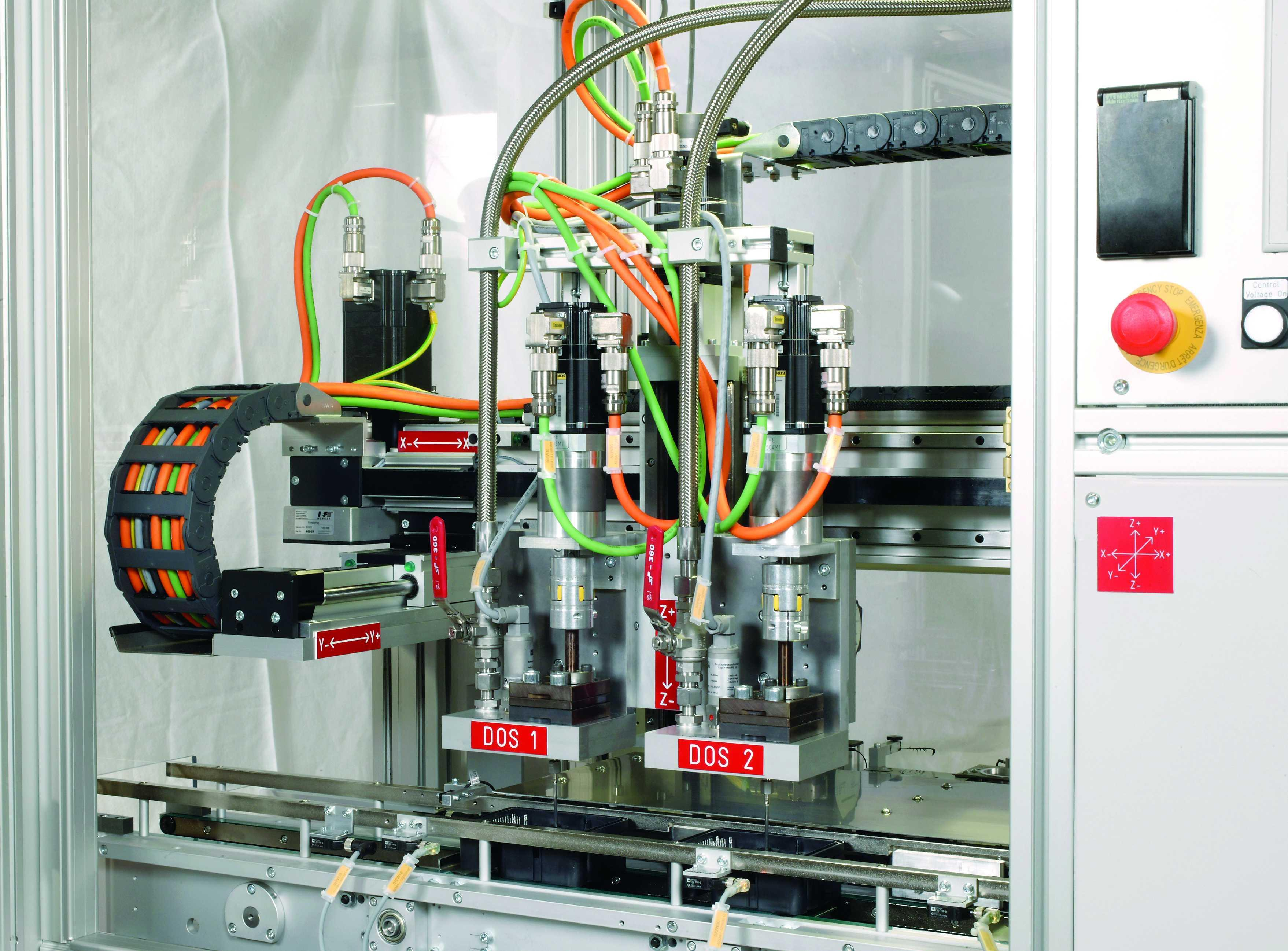
Offene Kette in einer Vergussanlage

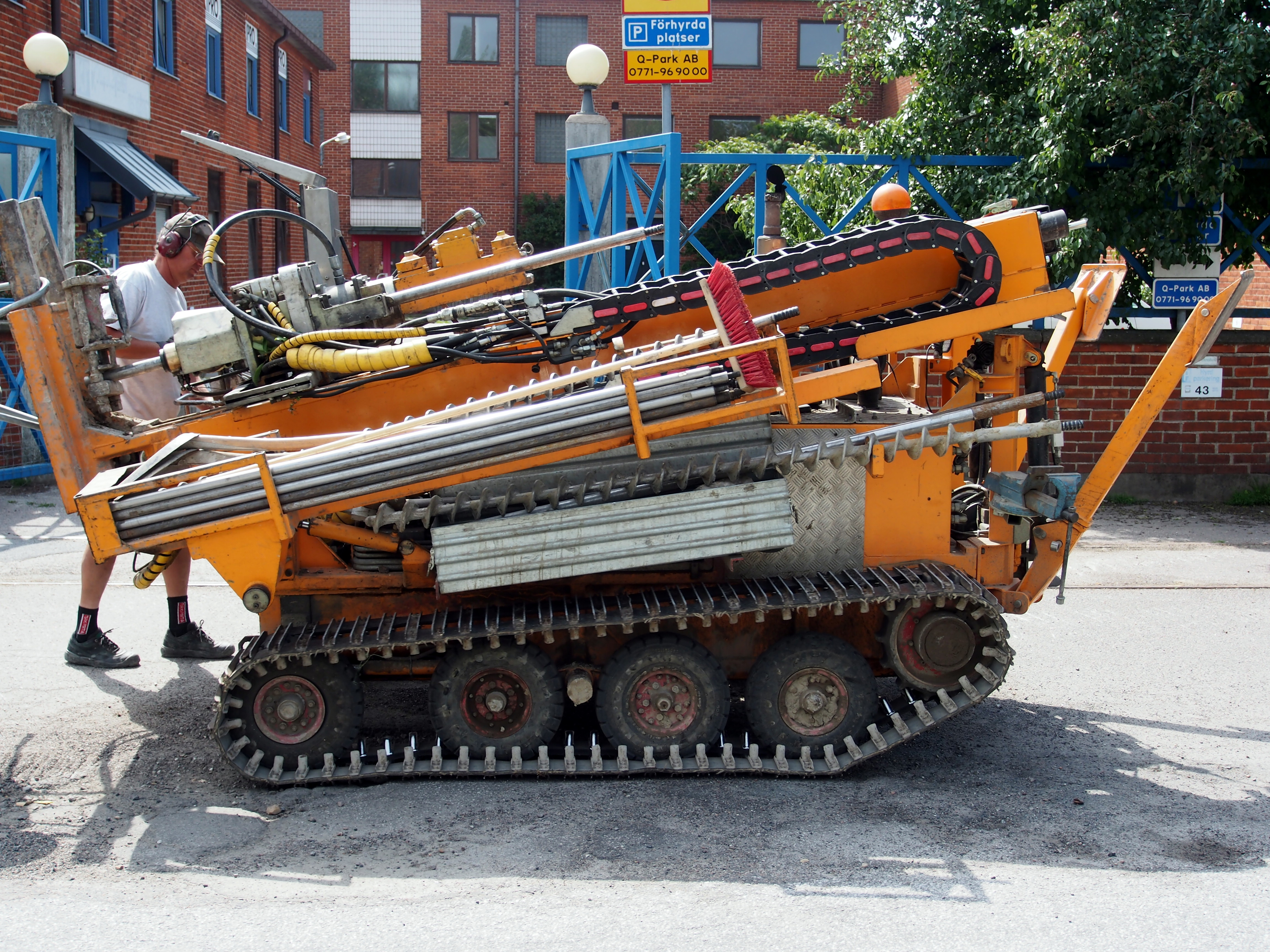
Energieführungskette an einer HDD-Anlage

Energieführungsketten kommen überall dort zum Einsatz, wo bewegte Maschinenteile mit Energie, Daten, Flüssigkeiten oder Gasen versorgt werden müssen. Beispiele sind Aufzüge, Werkzeugmaschinen, Bediengeräte für Hochregallager, Krane, Autowaschanlagen, Bühnentechnik.

## Alternativen
Elektroenergie kann auch mit einem Stromabnehmer, einem Schleifring, einer Stromschiene, einer Federleitungstrommel (mit Schleifring) oder induktiv in bewegte Maschinenteile übertragen werden. Sowohl Elektroenergie als auch Daten können auch mit einem Schleppkabel übertragen werden. Daten können auch optisch oder zunehmend mit Funkwellen übertragen werden.